# Vacunación contra la COVID-19 en Ecuador
La vacunación contra la COVID-19 en Ecuador es una campaña de inmunización masiva iniciada a fines de enero de 2021 para vacunar contra la COVID-19 a la población del país, en el marco de un esfuerzo mundial para combatir la pandemia de COVID-19. El inicio de la vacunación se llevó a cabo el jueves 21 de enero de 2021 en las ciudades de Quito y Guayaquil; las vacunas fueron destinadas en la primera etapa para los miembros del personal médico.

## Antecedentes

### Gobierno de Lenín Moreno
El 15 de diciembre de 2020, la Agencia Nacional de regulación, control y vigilancia sanitaria (ARCSA) aprobó el uso de la vacuna de las empresas Pfizer–BioNTech, en Ecuador.
El 6 de enero de 2021, el presidente de la República Lenín Moreno anunció la llegada de las primeras 50 000 dosis de la vacuna, que estaban previstas lleguen el 18 de enero, pero debido a retrasos en la distribución, el ministro de salud Juan Carlos Zevallos anunció la llegada de las vacunas el 20 de enero.
El gobierno ecuatoriano se reunió con los directivos de las empresas Pfizer–BioNTech y el 13 de enero anunció que el Ecuador recibirá hasta el mes de marzo, 86 000 dosis de vacuna.
El 20 de enero, arribaron al Aeropuerto Mariscal Sucre de Quito las primeras 4000 dosis de la vacuna en un vuelo de la aerolínea KLM, donde la vicepresidenta de la República María Alejandra Muñoz, recibió el desembarque de las primeras dosis. Luego, el presidente de la República, recibió en Guayaquil las otras 4000 dosis que arribaron en el mismo vuelo al Aeropuerto José Joaquín de Olmedo.
El 21 de enero de 2021, inició la vacunación contra la COVID-19, mediante un plan piloto, priorizando al personal de salud, residentes y cuidadores geriátricos.
La Agencia Nacional de regulación, control y vigilancia sanitaria (ARCSA) también aprobó el 22 de enero de 2021, el uso de las vacunas de las empresas Oxford-AstraZeneca, y el 25 de febrero la vacuna de las empresas Sinovac.
El 2 de marzo de 2021, finalizó la fase cero en todo el país, y el 3 de marzo inició la fase 1 del plan de vacunación, donde se cubrió alrededor de dos millones de personas, siendo las personas de la tercera edad el grupo más objetivo.
El 5 de marzo de 2021, el Gobierno Nacional presentó la página web oficial del Plan Vacunarse, que resume las siguientes entregas programadas: La página web del Plan Vacunarse fue desarrollado por docentes y estudiantes de la Escuela Superior Politécnica del Litoral, mientras que su hosting compete al Ministerio de Telecomunicaciones, En dicha página también los usuarios podían inscribirse para recibir la vacuna, pero presentó problemas y varios usuarios expresaron su descontento en redes sociales.
A fin de acelerar la logística de vacunación, los municipios solicitaron capacidad para negociar e importar vacunas. Esta propuesta fue objeto de una consulta a la Procuraduría General del Estado.
El 12 de marzo de 2021, Galápagos se convirtió en la primera provincia del país en finalizar la fase 1 de vacunación.
El gobierno de Lenin Moreno culminó el 24 de mayo de 2021, según las cifras vacunaron a 1448787 personas con al menos la primera dosis y a 497559 completamente vacunadas.

### Gobierno de Guillermo Lasso
El gobierno de Lasso inició en medio de la crisis sanitaria por la Pandemia de COVID-19 en Ecuador, una de las promesas de campaña de Lasso fue vacunar a 9 millones de personas en los primeros 100 días de su gobierno. Designó a la doctora Ximena Garzón como ministra de salud y ella es la encargada de la vacunación.

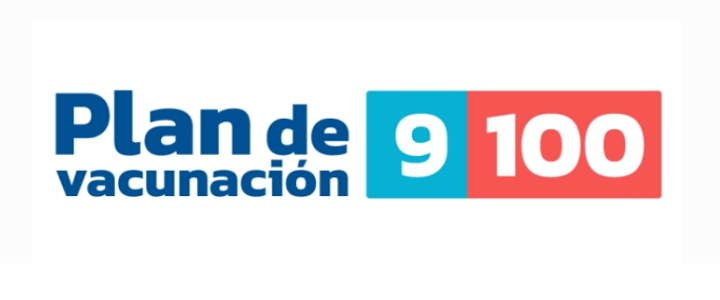
Logo plan de vacunación, denominado 9/100, el cual significa 9 millones de vacunados en 100 días

La vacunación se suspendió a nivel nacional el día de la posesión de Lasso como presidente, debido a un arqueo de dosis y se retomó el 26 de mayo de 2021.
Para lograr el objetivo de inmunizar a 9 millones de personas, el 27 de mayo de 2021 el Ministerio de Salud y el Consejo Nacional Electoral (CNE) llegaron a un acuerdo interinstitucional para apoyar al plan de vacunación, el cual el CNE se comprometió a:
- Apoyar a ejecutar el plan de vacunación en los recintos electorales de votación.[21]
- Poner a disposición del Ministerio de Salud, el padrón electoral utilizado en las últimas elecciones.[22]
- Realizar un aplicativo web para que las personas puedan consultar su lugar de vacunación, el cual se presentó el 29 de mayo de 2021. Dicho aplicativo al inicio presentó problemas para acceder a la consulta por la saturación de consultas,[23] pero luego estos problemas fueron solucionados.

## Organización
El plan de vacunación contra la COVID-19 en Ecuador es organizado por el Ministerio de Salud Pública.

### Ministerios de salud encargados de la vacunación
| Titular | Titular              | Titular                                  | Período                                  | Presidente      | Ref.   |
| ------- | -------------------- | ---------------------------------------- | ---------------------------------------- | --------------- | ------ |
|         |                      | Juan Carlos Zevallos López               | 21 de enero de 2021 - 1 de marzo de 2021 | Lenín Moreno    | [ 24 ] |
|         | Rodolfo Farfán Jaime | 1 de marzo de 2021 - 19 de marzo de 2021 | [ 25 ]                                   | Lenín Moreno    |        |
|         | Mauro Falconí García | 19 de marzo de 2021 - 8 de abril de 2021 | [ 26 ]                                   | Lenín Moreno    |        |
|         | Camilo Salinas Ochoa | 8 de abril de 2021 - 24 de mayo de 2021  | [ 27 ]                                   | Lenín Moreno    |        |
|         |                      | Ximena Garzón Villalba                   | 24 de mayo de 2021-Actualidad            | Guillermo Lasso | [ 28 ] |

## Vacunas por encargo
| Vacuna                        | Dosis                         | Dosis ordenadas | Aprobación              | Despliegue                    |
| ----------------------------- | ----------------------------- | --------------- | ----------------------- | ----------------------------- |
| Pfizer–BioNTech               | 2 dosis                       | 6 millones      | 15 de diciembre de 2020 | Desde el 20 de enero de 2021  |
| Oxford-AstraZeneca            | 2 dosis                       | 5.04 millones   | 22 de enero de 2021     | Desde el 22 de mayo de 2021   |
| Iniciativa COVAX              | 2 dosis                       | 7.05 millones   | 3 de febrero de 2021    | Desde el 17 de marzo de 2021  |
| Sinovac                       | 2 dosis                       | 2 millones      | 25 de febrero de 2021   | Desde el 7 de abril de 2021   |
| Sputnik V                     | 2 dosis                       | 18 millones     | 15 de mayo de 2021      | Pendiente                     |
| CanSino                       | 1 dosis                       | 6 millones      | 8 de junio de 2021      | Desde el 16 de agosto de 2021 |
| Total de vacunados negociadas | Total de vacunados negociadas | 44.09 millones  |                         |                               |

## Lotes de vacunas
| Lotes de vacunas llegadas a Ecuador | Lotes de vacunas llegadas a Ecuador | Lotes de vacunas llegadas a Ecuador | Lotes de vacunas llegadas a Ecuador | Lotes de vacunas llegadas a Ecuador |
| Puesto                              | Cantidad de Dosis                   | Vacuna                              | Fecha de llegada                    | Ref                                 |
| ----------------------------------- | ----------------------------------- | ----------------------------------- | ----------------------------------- | ----------------------------------- |
| 1.º                                 | 8190                                | Pfizer-BioNTech                     | 20 de enero de 2021                 | [ 30 ]                              |
| 2.º                                 | 16 380                              | Pfizer-BioNTech                     | 17 de febrero de 2021               | [ 31 ]                              |
| 3.º                                 | 17 500                              | Pfizer-BioNTech                     | 24 de febrero de 2021               | [ 32 ]                              |
| 4.º                                 | 31 590                              | Pfizer-BioNTech                     | 3 de marzo de 2021                  | [ 33 ]                              |
| 5.º                                 | 20 000                              | Sinovac                             | 6 de marzo de 2021                  | [ 34 ]                              |
| 6.º                                 | 73 710                              | Pfizer-BioNTech                     | 10 de marzo de 2021                 | [ 35 ]                              |
| 7.º                                 | 84 000                              | Oxford-AstraZeneca/(COVAX)          | 17 de marzo de 2021                 | [ 36 ]                              |
| 8.º                                 | 62 010                              | Pfizer-BioNTech                     | 17 de marzo de 2021                 | [ 36 ]                              |
| 9.º                                 | 65 520                              | Pfizer-BioNTech                     | 21 de marzo de 2021                 | [ 37 ]                              |
| 10.º                                | 66 690                              | Pfizer-BioNTech                     | 31 de marzo de 2021                 | [ 38 ]                              |
| 11.º                                | 53 820                              | Pfizer-BioNTech                     | 5 de abril de 2021                  | [ 39 ]                              |
| 12.º                                | 300 000                             | Sinovac                             | 7 de abril de 2021                  | [ 40 ]                              |
| 13.º                                | 700 000                             | Sinovac                             | 10 de abril de 2021                 | [ 41 ]                              |
| 14.º                                | 53 820                              | Pfizer-BioNTech                     | 14 de abril de 2021                 | [ 42 ]                              |
| 15.º                                | 54 990                              | Pfizer-BioNTech                     | 21 de abril de 2021                 | [ 43 ]                              |
| 16.º                                | 336 000                             | Oxford-AstraZeneca/(COVAX)          | 24 de abril de 2021                 | [ 44 ]                              |
| 17.º                                | 54 990                              | Pfizer-BioNtech                     | 28 de abril de 2021                 | [ 44 ]                              |
| 18.º                                | 100 620                             | Pfizer-BioNtech                     | 4 de mayo de 2021                   | [ 44 ]                              |
| 19.º                                | 100 620                             | Pfizer-BioNtech                     | 11 de mayo de 2021                  | [ 44 ]                              |
| 20.º                                | 170 820                             | Pfizer-BioNtech                     | 18 de mayo de 2021                  | [ 45 ]                              |
| 21.º                                | 204 000                             | Oxford-AstraZeneca                  | 22 de mayo de 2021                  | [ 46 ]                              |
| 22.º                                | 170 820                             | Pfizer-BioNtech                     | 25 de mayo de 2021                  | [ 47 ]                              |
| 23.º                                | 700 000                             | Sinovac                             | 29 de mayo de 2021                  | [ 48 ]                              |
| 24.º                                | 107 640                             | Pfizer-BioNtech                     | 1 de junio de 2021                  | [ 49 ]                              |
| 25.º                                | 204 000                             | Oxford-AstraZeneca                  | 7 de junio de 2021                  | [ 50 ]                              |
| 26.º                                | 108 820                             | Pfizer-BioNtech                     | 8 de junio de 2021                  | [ 51 ]                              |
| 27.º                                | 336 000                             | Oxford-AstraZeneca/(COVAX)          | 11 de junio de 2021                 | [ 52 ]                              |
| 28.º                                | 108 810                             | Pfizer-BioNtech                     | 15 de junio de 2021                 | [ 53 ]                              |
| 29.º                                | 500 000                             | Sinovac                             | 16 de junio de 2021                 | [ 54 ]                              |
| 30.º                                | 206 000                             | Oxford-AstraZeneca                  | 20 de junio de 2021                 | [ 55 ]                              |
| 31.º                                | 108 810                             | Pfizer-BioNtech                     | 22 de junio de 2021                 | [ 56 ]                              |
| 32.º                                | 108 810                             | Pfizer-BioNtech                     | 29 de junio de 2021                 | [ 57 ]                              |
| 33.º                                | 1 000                               | Pfizer-BioNtech                     | 1 de julio de 2021                  | [ 58 ]                              |
| 34.º                                | 2 000                               | Sinovac                             | 3 de julio de 2021                  | [ 59 ]                              |
| 35.º                                | 1 500 000                           | Sinovac                             | 7 de julio de 2021                  | [ 60 ]                              |
| 36.º                                | 59 670                              | Pfizer-BioNtech                     | 7 de julio de 2021                  | [ 61 ]                              |
| 37.º                                | 500 000                             | Sinovac                             | 9 de julio de 2021                  | [ 62 ]                              |
| 38.º                                | 76 050                              | Pfizer-BioNtech                     | 13 de julio de 2021                 | [ 63 ]                              |
| 39.º                                | 379 080                             | Pfizer-BioNtech/(COVAX)             | 14 de julio de 2021                 | [ 64 ]                              |
| 40.º                                | 287 800                             | Oxford-AstraZeneca                  | 16 de julio de 2021                 | [ 65 ]                              |
| 41.º                                | 3 000                               | Sinovac                             | 18 de julio de 2021                 | [ 66 ]                              |
| 42.º                                | 1 177 840                           | Pfizer-BioNtech                     | 20 de julio de 2021                 | [ 67 ]                              |
| 43.º                                | 255 060                             | Pfizer-BioNtech                     | 27 de julio de 2021                 | [ 68 ]                              |
| 44.º                                | 200 000                             | CanSino                             | 3 de agosto de 2021                 | [ 69 ]                              |
| 45.º                                | 271 440                             | Pfizer-BioNtech                     | 3 de agosto de 2021                 | [ 69 ]                              |
| 46.º                                | 204 750                             | Pfizer-BioNtech                     | 10 de agosto de 2021                | [ 70 ]                              |
| 47.º                                | 2 000                               | Sinovac                             | 14 de agosto de 2021                | [ 71 ]                              |
| 48.º                                | 101 760                             | Oxford-AstraZeneca/(COVAX)          | 16 de agosto de 2021                | [ 72 ]                              |
| 49.º                                | 193 050                             | Pfizer-BioNtech                     | 17 de agosto de 2021                | [ 73 ]                              |
| 50.º                                | 246 000                             | CanSino                             | 18 de agosto de 2021                | [ 74 ]                              |
| 51.º                                | 163 200                             | Oxford-AstraZeneca                  | 20 de agosto de 2021                | [ 75 ]                              |
| 52.º                                | 54 000                              | CanSino                             | 21 de agosto de 2021                | [ 76 ]                              |
| 53.º                                | 2 000                               | Sinovac                             | 22 de agosto de 2021                | [ 77 ]                              |
| 54.º                                | 197 730                             | Pfizer-BioNtech                     | 24 de agosto de 2021                | [ 78 ]                              |
| Pfizer-BioNtech                     | 5 459 759                           |                                     |                                     |                                     |
| Sinovac                             | 13 220 000                          |                                     |                                     |                                     |
| Oxford-AstraZeneca                  | 1 922 760                           |                                     |                                     |                                     |
| CanSino                             | 500 000                             |                                     |                                     |                                     |
| Total Dosis                         | 21 102 519                          |                                     |                                     |                                     |
| Población                           | 17 888 474                          |                                     |                                     |                                     |
| % de Dosis respecto a la Población  | 117,97 %                            |                                     |                                     |                                     |

### Inicio de la vacunación en Ecuador a nivel continental
| Puesto | País                 | Fecha histórica del inicio de vacunación | Primera persona histórica en ser vacunada | Profesión       | Edad     | Artículo principal                 | Refs.  |
| ------ | -------------------- | ---------------------------------------- | ----------------------------------------- | --------------- | -------- | ---------------------------------- | ------ |
| 1.º    | México               | 24 de diciembre de 2020                  | María Irene Ramírez                       | Enfermera       | 59 años  | Vacunación en México               | [ 80 ] |
| 2.º    | Chile                | 24 de diciembre de 2020                  | Zulema Riquelme                           | Enfermera       | 46 años  | Vacunación en Chile                | [ 81 ] |
| 3.º    | Costa Rica           | 24 de diciembre de 2020                  | María Elizabeth Castillo                  | Paciente        | 91 años  | Vacunación en Costa Rica           | [ 82 ] |
| 4.º    | Argentina            | 29 de diciembre de 2020                  | Allí Flavia Loiacono                      | Médica          | TBA      | Vacunación en Argentina            | [ 83 ] |
| 5.º    | Brasil               | 17 de enero de 2021                      | Mônica Calazans                           | Enfermera       | 54 años  | Vacunación en Brasil               | [ 84 ] |
| 6.º    | Panamá               | 20 de enero de 2021                      | Violeta Edith Gaona de Cocherán           | Enfermera       | 59 años  | Vacunación en Panamá               | [ 85 ] |
| 7.º    | Ecuador              | 21 de enero de 2021                      | Jeanneth Morales                          | Médica          | 45 años  | Vacunación en Ecuador              | [ 86 ] |
| 8.º    | Bolivia              | 29 de enero de 2021                      | Sandra Ríos Villarte                      | Enfermera       | 40 años  | Vacunación en Bolivia              | [ 87 ] |
| 9.º    | Perú                 | 9 de febrero de 2021                     | Josef Vallejos Acevedo                    | Médico          | TBA      | Vacunación en Perú                 | [ 88 ] |
| 10.º   | República Dominicana | 16 de febrero de 2021                    | Ramón Familia Alcantara                   | Médico          | 57 años  | Vacunación en República Dominicana | [ 89 ] |
| 11.º   | Colombia             | 17 de febrero de 2021                    | Verónica Luz Machado Torres               | Enfermera       | 46 años  | Vacunación en Colombia             | [ 90 ] |
| 12.º   | El Salvador          | 17 de febrero de 2021                    | Mirna Esmeralda Moreno de Murgas          | Enfermera       | 53 años  | Vacunación en El Salvador          | [ 91 ] |
| 13.º   | Venezuela            | 18 de febrero de 2021                    | Glendy Amelia Rivero                      | Médica          | TBA      | Vacunación en Venezuela            | [ 92 ] |
| 14.º   | Paraguay             | 22 de febrero de 2021                    | Miriam Arrúa                              | Enfermera       | 40 años  | Vacunación en Paraguay             | [ 93 ] |
| 15.º   | Honduras             | 25 de febrero de 2021                    | Yelena Soraya Ortega Vásquez              | Enfermera       | 40 años  | Vacunación en Honduras             | [ 94 ] |
| 16.º   | Guatemala            | 25 de febrero de 2021                    | Magdalena Guevara González                | Enfermera       | 46 años  | Vacunación en Guatemala            | [ 95 ] |
| 17.º   | Uruguay              | 27 de febrero de 2021                    | Cecilia Moreno y Erika Correa             | Adtva. y Enfra. | 22 y TBA | Vacunación en Uruguay              | [ 96 ] |
| 18.º   | Nicaragua            | 2 de marzo de 2021                       | Marco Antonio Aráuz                       | Paciente        | 62 años  | Vacunación en Nicaragua            | [ 97 ] |

## Donaciones
- El 6 de marzo de 2021, la República de Chile, donó 20 000 dosis de la vacuna CoronaVac, del laboratorio Sinovac.[98]
- El 29 de mayo de 2021, la República Popular China, donó 200 000 dosis de vacunas del laboratorio Sinovac.[99]
- El 1 de julio de 2021, los Estados Unidos, donó 2 000 000 de dosis de la vacuna Pfizer-BioNTech, como parte de una donación directa del gobierno Biden a algunos países de la región.[100]
- El 23 de julio de 2021, el Reino de España, donó 102 000 dosis de la vacuna de Oxford-AstraZeneca, como obsequio del rey Felipe VI al país, por medio de la gestión de la embajadora española en Ecuador.[101]
- El 12 de agosto de 2021, Canadá, donó 394 950 dosis de la vacuna de Oxford-AstraZeneca, como parte de una gestión de la embajadora canadiense en Ecuador y el primer ministro Justin Trudeau.[102]

## Plan de vacunación

### Gobierno de Lenin Moreno
El 22 de enero de 2021 el gobierno de Lenín Moreno presentó el siguiente plan de vacunación, dicho plan solo se realizó hasta la fase 1, debido a que el 24 de mayo de 2021, inició el gobierno de Guillermo Lasso y días después se presentó un nuevo plan.
| Fases | Fases     | Grupo poblacional | Duración | Estado       | Dosis destinadas |
| ----- | --------- | --- | --- | ------------ | ---------------- |
|       | Fase cero | - Personal sanitario de Hospitales COVID-19 de la Red de Salud Pública y Privada - Adultos mayores en centros gerontológicos y su personal de cuidado                                                                       | 22 de enero de 2021 - 28 de febrero de 2021                                                                      | Realizado    | 50 mil           |
|       | Fase 1    | - Personal sanitario restante - Adultos mayores restantes - Fuerzas del orden y bomberos - Personal de recolección de desechos - Profesores en todos los niveles - Personal de sectores estratégicos - Población vulnerable | 3 de marzo de 2021 - 24 de mayo de 2021                                                                          | No realizado | 2 millones       |
|       | Fase 2    | Vacunación masiva a toda la población de 18 años en adelante, priorizando por grupos de edad, de mayor a menor | Tenía previsto realizarse el resto del año 2021, pero el gobierno entrante presentó un nuevo plan de vacunación. | No realizado | 7 millones       |
|       | Fase 3    | - Población que por su condición no pudo ser vacunada en las fases anteriores - Nuevos grupos objetivos que se vayan incorporando según avances de la evidencia científica                                                  | Tenía previsto realizarse el resto del año 2021, pero el gobierno entrante presentó un nuevo plan de vacunación. | No realizado | 7 millones       |

Notas
1. ↑  «Lenín Moreno deja el Gobierno sin completar la fase 1 de vacunación anticovid». Archivado desde el original el 2 de junio de 2021. Consultado el 2 de junio de 2021.

### Gobierno de Guillermo Lasso
El 31 de mayo de 2021 el gobierno de Guillermo Lasso, presentó un nuevo plan de vacunación, denominado 9/100, el cual significa 9 millones de vacunados en 100 días.
| Fases | Fases           | Grupo poblacional | Duración                                          | Estado        | Dosis destinadas |
| ----- | --------------- | --- | ------------------------------------------------- | ------------- | ---------------- |
| 1.º   | Salvamos vidas  | - Personas mayores de 65 años - Personal de salud - Personas de 50 a 64 años con discapacidad y enfermedades crónicas - Personas que trabajan o viven en condiciones de alto contagio | 31 de mayo de 2021 - 15 de junio de 2021          | Realizado     | 9 millones       |
| 1.º   | Salvamos vidas  | - Personas de 50 a 64 años - Personas de 16 a 49 años con discapacidad y enfermedades crónicas - Personas que trabajan en sectores estratégicos                                       | 15 de junio de 2021 - 15 de julio de 2021         | Realizado     | 9 millones       |
| 2.º   | Nos cuidamos    | - Personas de 16 a 49 años - Niños mayores de 12 años con discapacidad y enfermedades crónicas - Población migrante                                                                   | 15 de julio de 2021 - 31 de agosto de 2021        | Realizado     | 9 millones       |
| 3.º   | Nos reactivamos | Rezagados de las fases anteriores | 1 de septiembre de 2021 - 5 de septiembre de 2021 | En desarrollo |                  |

## Estadísticas

### Porcentaje de la población vacunada
- Actualizado al 17 de abril de 2022.[106]

|  | 88.12 % |

|  | 84,97 % |

|  | 56,22 % |

|  | 17,64 % |

## Vacunación por provincias
| Vacunación contra la COVID-19 en Ecuador por provincias | Vacunación contra la COVID-19 en Ecuador por provincias | Vacunación contra la COVID-19 en Ecuador por provincias | Vacunación contra la COVID-19 en Ecuador por provincias   | Vacunación contra la COVID-19 en Ecuador por provincias     | Vacunación contra la COVID-19 en Ecuador por provincias | Vacunación contra la COVID-19 en Ecuador por provincias | Vacunación contra la COVID-19 en Ecuador por provincias |
| #                                                       | Provincia                                               | Población                                               | Totalmente vacunados (porcentaje población con dos dosis) | Parcialmente vacunados (porcentaje población con una dosis) | 1.ª Dosis (16-49 años)                                  | 1.ª Dosis (50-64 años)                                  | 1.ª Dosis (+65 años)                                    |
| Total                                                   | Total                                                   | 17 888 474                                              | 84,97 %                                                   | 88,12 %                                                     |                                                         |                                                         |                                                         |
| ------------------------------------------------------- | ------------------------------------------------------- | ------------------------------------------------------- | --------------------------------------------------------- | ----------------------------------------------------------- | ------------------------------------------------------- | ------------------------------------------------------- | ------------------------------------------------------- |
| 1.º                                                     | Galápagos                                               | 33 042                                                  | 98,73 %                                                   | 100 %                                                       | 100 %                                                   | 100 %                                                   | 85,88 %                                                 |
| 2.º                                                     | Loja                                                    | 521 154                                                 | 58,68 %                                                   | 90,12 %                                                     | 86,82 %                                                 | 96,15 %                                                 | 98,80 %                                                 |
| 3.º                                                     | Bolívar                                                 | 209 933                                                 | 54,16 %                                                   | 85,27 %                                                     | 80,00 %                                                 | 93,98 %                                                 | 99,45 %                                                 |
| 4.º                                                     | Carchi                                                  | 186 869                                                 | 54,17 %                                                   | 100 %                                                       | 100 %                                                   | 100 %                                                   | 98,39 %                                                 |
| 5.º                                                     | Pichincha                                               | 3 228 233                                               | 59,17 %                                                   | 88,46 %                                                     | 88,10 %                                                 | 86,21 %                                                 | 94,51 %                                                 |
| 6.º                                                     | Imbabura                                                | 476 257                                                 | 53,60 %                                                   | 84,86 %                                                     | 80,50 %                                                 | 89,65 %                                                 | 100 %                                                   |
| 7.º                                                     | Azuay                                                   | 881 394                                                 | 59,11 %                                                   | 80,53 %                                                     | 77,92 %                                                 | 85,43 %                                                 | 89,80 %                                                 |
| 8.º                                                     | Manabí                                                  | 1 562 079                                               | 44,07 %                                                   | 82,05 %                                                     | 78,43 %                                                 | 89,44 %                                                 | 92,62 %                                                 |
| 9.º                                                     | Tungurahua                                              | 590 600                                                 | 49,04 %                                                   | 80,81 %                                                     | 76,68 %                                                 | 87,59 %                                                 | 93,91 %                                                 |
| 10.º                                                    | Cotopaxi                                                | 488 716                                                 | 46,95 %                                                   | 77,53 %                                                     | 72,08 %                                                 | 87,39 %                                                 | 96,92 %                                                 |
| 11.º                                                    | Chimborazo                                              | 524 004                                                 | 33,83 %                                                   | 63,15 %                                                     | 57,57 %                                                 | 68,44 %                                                 | 85,23 %                                                 |
| 12.º                                                    | Zamora Chinchipe                                        | 120 416                                                 | 43,21 %                                                   | 80,91 %                                                     | 78,24 %                                                 | 86,14 %                                                 | 95,33 %                                                 |
| 13.º                                                    | El Oro                                                  | 715 751                                                 | 56,08 %                                                   | 90,29 %                                                     | 89,79 %                                                 | 89,64 %                                                 | 94,65 %                                                 |
| 14.º                                                    | Cañar                                                   | 2 281 396                                               | 42,89 %                                                   | 66,27 %                                                     | 60,30 %                                                 | 80,49 %                                                 | 83,20 %                                                 |
| 15.º                                                    | Napo                                                    | 133 705                                                 | 36,76 %                                                   | 81,64 %                                                     | 79,49 %                                                 | 87,57 %                                                 | 90,88 %                                                 |
| 16.º                                                    | Santo Domingo de los Tsáchilas                          | 458 580                                                 | 37,56 %                                                   | 68,41 %                                                     | 63,47 %                                                 | 78,26 %                                                 | 89,27 %                                                 |
| 17.º                                                    | Pastaza                                                 | 114 202                                                 | 39,96 %                                                   | 65,31 %                                                     | 62,37 %                                                 | 71,37 %                                                 | 82,89 %                                                 |
| 18.º                                                    | Guayas                                                  | 4 387 434                                               | 40,27 %                                                   | 75,60 %                                                     | 71,81 %                                                 | 79,46 %                                                 | 84,83 %                                                 |
| 19.º                                                    | Morona Santiago                                         | 196 535                                                 | 36,11 %                                                   | 55,78 %                                                     | 51,70 %                                                 | 63,59 %                                                 | 82,14 %                                                 |
| 20.º                                                    | Los Ríos                                                | 921 763                                                 | 38,21 %                                                   | 72,14 %                                                     | 67,61 %                                                 | 82,10 %                                                 | 87,29 %                                                 |
| 21.º                                                    | Sucumbíos                                               | 230 503                                                 | 37,49 %                                                   | 71,55 %                                                     | 70,43 %                                                 | 73,49 %                                                 | 78,90 %                                                 |
| 22.º                                                    | Santa Elena                                             | 401 178                                                 | 48,55 %                                                   | 74,17 %                                                     | 71,14 %                                                 | 82,89 %                                                 | 81,44 %                                                 |
| 23.º                                                    | Orellana                                                | 161 338                                                 | 38,48 %                                                   | 87,22 %                                                     | 86,90 %                                                 | 88,60 %                                                 | 87,94 %                                                 |
| 24.º                                                    | Esmeraldas                                              | 643 654                                                 | 45,96 %                                                   | 79,92 %                                                     | 77,82 %                                                 | 85,03 %                                                 | 87,26 %                                                 |

## Controversias

### Incumplimiento del plan de vacunación
Con la llegada de la primera dosis del laboratorio Pfizer el 21 de enero de 2021, mediante un plan piloto inicio el plan de vacunación, priorizando al personal de salud, residentes y cuidadores geriátricos. No obstante, en redes sociales se presentaban denuncias en contra de personas ajenas que han sido inmunizadas. El 23 de enero, el MSP divulgó el listado de 96 instituciones públicas que están dentro de la fase de vacunación.
El 25 de enero de 2021, el ministro de salud Juan Carlos Zevallos informa que alrededor de 2000 personas han sido vacunadas. Sin embargo, un grupo de médicos realizado un plantón, en vista de la colocación inadecuada de vacunas, ya que inicialmente se había dado a conocer que la campaña era prioritaria para el personal sanitario que labora directamente en áreas de atención destinadas a pacientes con COVID-19. Tras ello, se dio a conocer en las redes sociales que, parte de las vacunas fueron destinadas a un centro geriátrico privado. El ministro aclaró que, las vacunas se aplican independientemente del tipo de centro.
El 26 de enero, se presenta otra denuncia por parte del Frente Popular en contra del ministro por "abuso de confianza" en el uso de vacunas, solicitando un juicio penal. El mismo día, con 121 votos a favor, el Pleno de la Asamblea Nacional aprueba exigir la destitución del ministro Zevallos, por irregularidades en torno a las vacunas contra la COVID-19.

### Renuncia y salida del país del ministro Zevallos
El 26 de febrero de 2021, vía Twitter, el presidente Lenín Moreno confirmó la renuncia irrevocable del ministro de salud Juan Carlos Zevallos mediante un comunicado, por lo que la Acción Jurídica Popular solicitó a la Fiscalía General del Estado evitar la salida del país del exministro. Pese a las medidas requeridas y al contar con varias denuncias por el proceso de vacunación contra el coronavirus, el 27 de febrero de 2021, se dio a conocer la salida de Zevallos del país con destino a Miami. El 1 de marzo de 2021, Rodolfo Farfán Jaime fue designado como nuevo ministro de salud.

### Renuncia de Rodolfo Farfán Jaime
Contando con 18 días en funciones, Rodolfo Farfán Jaime presentó su renuncia al cargo de ministro de salud el 19 de marzo de 2021, señalando que se debía a motivos personales. Posteriormente, el presidente de la república Lenín Moreno designó a Mauro Falconí como nuevo ministro de salud.

### Lista de funcionarios del Gobierno vacunados
El 20 de marzo de 2021, el secretario general de Gabinete Jorge Wated, dio a conocer una lista de funcionarios y exfuncionarios del Gobierno vacunados.
| Nombre                   | Cargo                                                             |
| ------------------------ | ----------------------------------------------------------------- |
| Lenín Moreno             | Presidente de la República (2017-2021)                            |
| Rocío González de Moreno | Primera dama de Ecuador (2017-2021)                               |
| Oswaldo Jarrín           | Ministro de Defensa (2018-2021)                                   |
| Mauricio Pozo            | Ministerio de Economía y Finanzas (2020-2021)                     |
| René Ortiz Durán         | Ministro de Energía y Recurso naturales no renovables (2020-2021) |
| Rosa Prado Moncayo       | Ministeria de Turismo (2018-2021)                                 |
| Julio Recalde Ubidia     | Ministro de Desarrollo urbano y Vivienda (2020-2021)              |
| Juan Carlos Zevallos     | Ministro de Salud Pública (2020-2021)                             |
| Rodolfo Farfán           | Ministro de Salud Pública (2021)                                  |

Sin embargo la Secretaría de comunicaciones de la Presidencia, justificó la vacunación de los funcionarios, declarando que: 

El jefe de Estado tiene doble condición de vulnerabilidad como adulto mayor y personal de alto nivel de discapacidad, eso motiva a crear un cerco epidemiológico en su entorno cercano.
Secretaria de comunicaciones de la Presidencia

### Desorganización en la vacunación de adultos mayores
El 7 de abril de 2021 se presentó desorganización en la vacunación de adultos mayores en varios hospitales de Quito, largas filas y aglomeración de personas de la tercera edad en los exteriores de los centros de vacunación, fueron los problemas denunciados por la ciudadana. Luego de esta controversia el presidente de la república Lenín Moreno, le pidió la renuncia al ministro de salud Mauro Falconí y designado a Camilo Salinas como nuevo ministro de salud.

### Obligatoriedad de la vacunación contra la COVID-19
El 23 de diciembre, días antes de las fiestas navideñas y frente al repentino incremento de pacientes diagnosticados con COVID-19, el gobierno central declaró la obligación de la vacunación, convirtiéndose en el primer país de la región y uno de los pocos en el mundo en adoptar esta resolución.